# Riccardo Stacchiotti
Pour les articles homonymes, voir Stacchiotti.
Riccardo Stacchiotti, né le 8 novembre 1991 à Recanati dans les Marches, est un coureur cycliste italien, membre de l'équipe Vini Zabù.

## Biographie
Riccardo Stacchiotti vient au cyclisme à l'âge de 8 ans grâce à son père passionné de vélo,.
Après avoir été stagiaire au sein de la formation Vini Fantini-Selle Italia en 2013, il commence sa carrière professionnelle en 2014 au sein de l'équipe Vini Fantini Nippo.
Il participe à son premier Tour d'Italie en 2015 et termine 152e de l'épreuve. En fin de saison, il remporte le classement général du Tour de Hokkaido ainsi que les première et troisième étapes de cette course.
En août 2018, il remporte deux étapes au sprint lors du Tour du Portugal.
En avril 2019, il remporte la première étape du Tour de Sicile.

## Palmarès et classements mondiaux

### Palmarès sur route
- 2013
  - 2e de la Coppa Belricetto
  - 3e de la Coppa Messapica
- 2015
  - Tour de Hokkaido :
    - Classement général
    - 1re et 3e étapes
- 2016
  - 2e du Tour de Chine II
- 2018
  - 3e étape du Tour de Bihor
  - 4e étape du Grande Premio Nacional 2 de Portugal
  - 1re et 5e étapes du Tour du Portugal
- 2019
  - 1re étape du Tour de Sicile
  - 4e étape du Sibiu Cycling Tour

### Résultats sur les grands tours

#### Tour d'Italie
2 participations
- 2015 : 152e
- 2016 : 155e

### Classements mondiaux
| Année                                 | 2013  | 2014 | 2015 | 2016 | 2017  | 2018  | 2019 | 2020  | 2021  |
| ------------------------------------- | ----- | ---- | ---- | ---- | ----- | ----- | ---- | ----- | ----- |
| Classement mondial                    |       |      |      | 649e | 1183e | 1213e | 754e | 2000e | 2339e |
| UCI Europe Tour                       | 1123e | nc   | nc   | nc   | 1242e | 750e  | 550e | 1460e | 1561e |
| UCI Asia Tour                         | nc    | nc   | 23e  | 77e  | 239e  | nc    |      |       |       |
|                                       |       |      |      |      |       |       |      |       |       |
| Légende : nc = non classéSource : UCI |       |      |      |      |       |       |      |       |       |